# 霹靂椒
霹靂椒（史瓦希利語：Piri piri /ˌpɪri ˈpɪri/ PIRR-ee-PIRR-ee ，常寫作Piri-piri，变体拼写为peri-peri /ˌpɛriˈpɛriː/ 、pili pili）又名非洲雀眼辣椒，是辣椒屬小米椒的變種馬拉蓋塔椒的栽培品种。最初由葡萄牙探险家在葡萄牙帝國在非洲南部的領地種植，后来传播到他地。

## 語源
Pilipili在斯瓦希里语中指「胡椒」，其他罗马化拼法包括剛果的pili pili和马拉维的peri peri ，源于非洲班图语支不同地区对该词的不同发音。英文通常跟隨南非使用 peri peri ，而在葡萄牙、莫三比克等葡萄牙語圈国家则使用piri-piri。
Piri-piri在《牛津英語詞典》中為外來語，指用紅辣椒做的辣醬，並追溯其最初詞源為莫三比克南部龍加語中「胡椒」一词，葡萄牙人在該地从馬拉蓋塔椒中培育出了同名的栽培品种。 

## 特徵

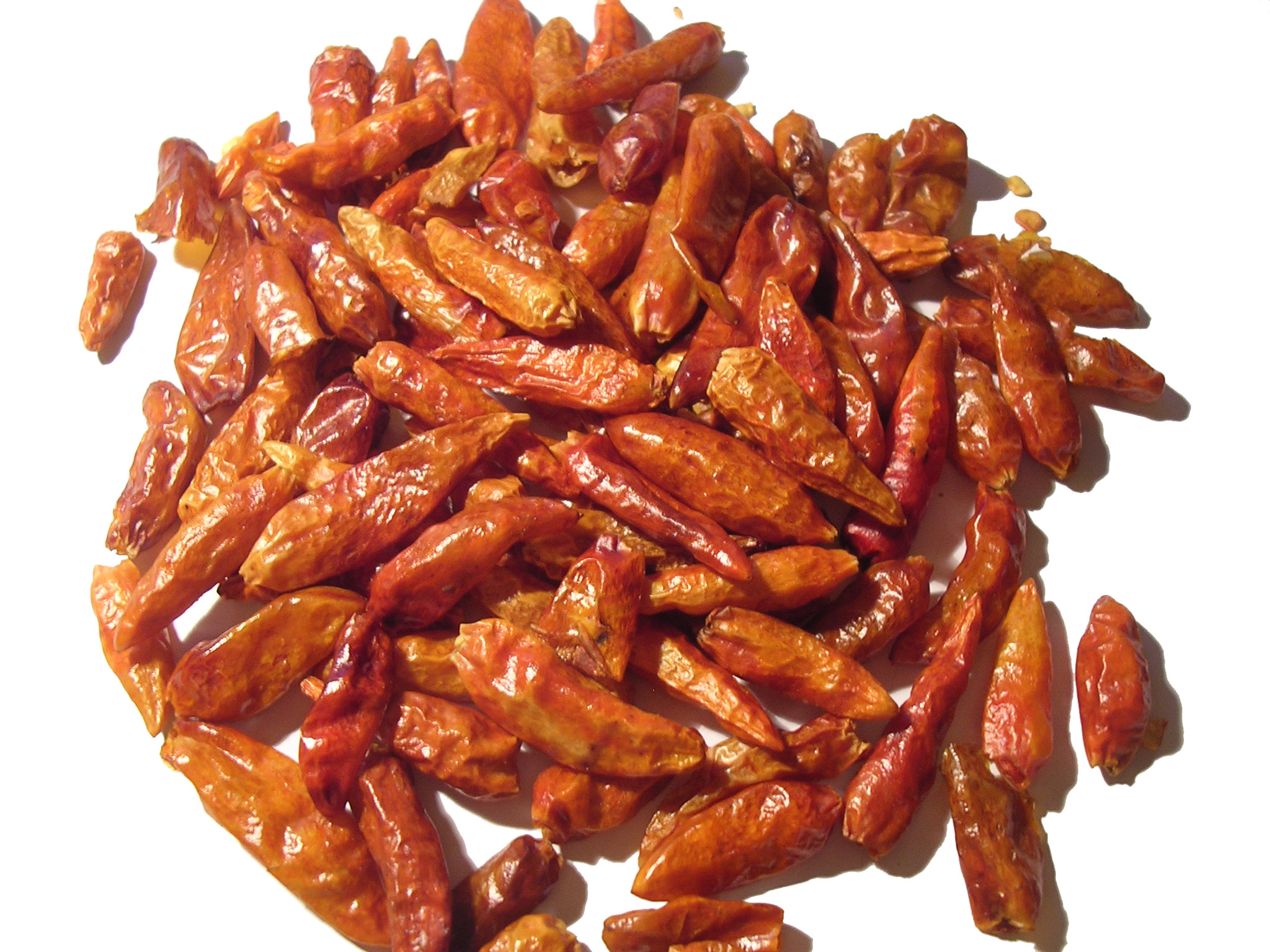
乾霹靂椒

霹靂椒植株通常非常茂密，高度可达45—120 cm（18—47英寸），叶子長4—7 cm（1.6—2.8英寸）  寬1.3—1.5 cm（0.51—0.59英寸）   。
果实通常為锥形，尖头，长度約2至3公分。未成熟者为绿色、成熟後为鲜红色或紫色。一些品种的辣度約為175,000史高維爾指標。

## 栽培
霹靂椒和其他辣椒屬植物一样源自美洲，但霹靂椒在非洲野外生长了數世纪，在葡萄牙也有種植。種植霹靂椒需大量勞力，目前在尚比亞、乌干达、盧安達等國有商业化种植。霹靂椒不仅用于食品加工，也用于制药工业。

## 霹靂霹靂醬

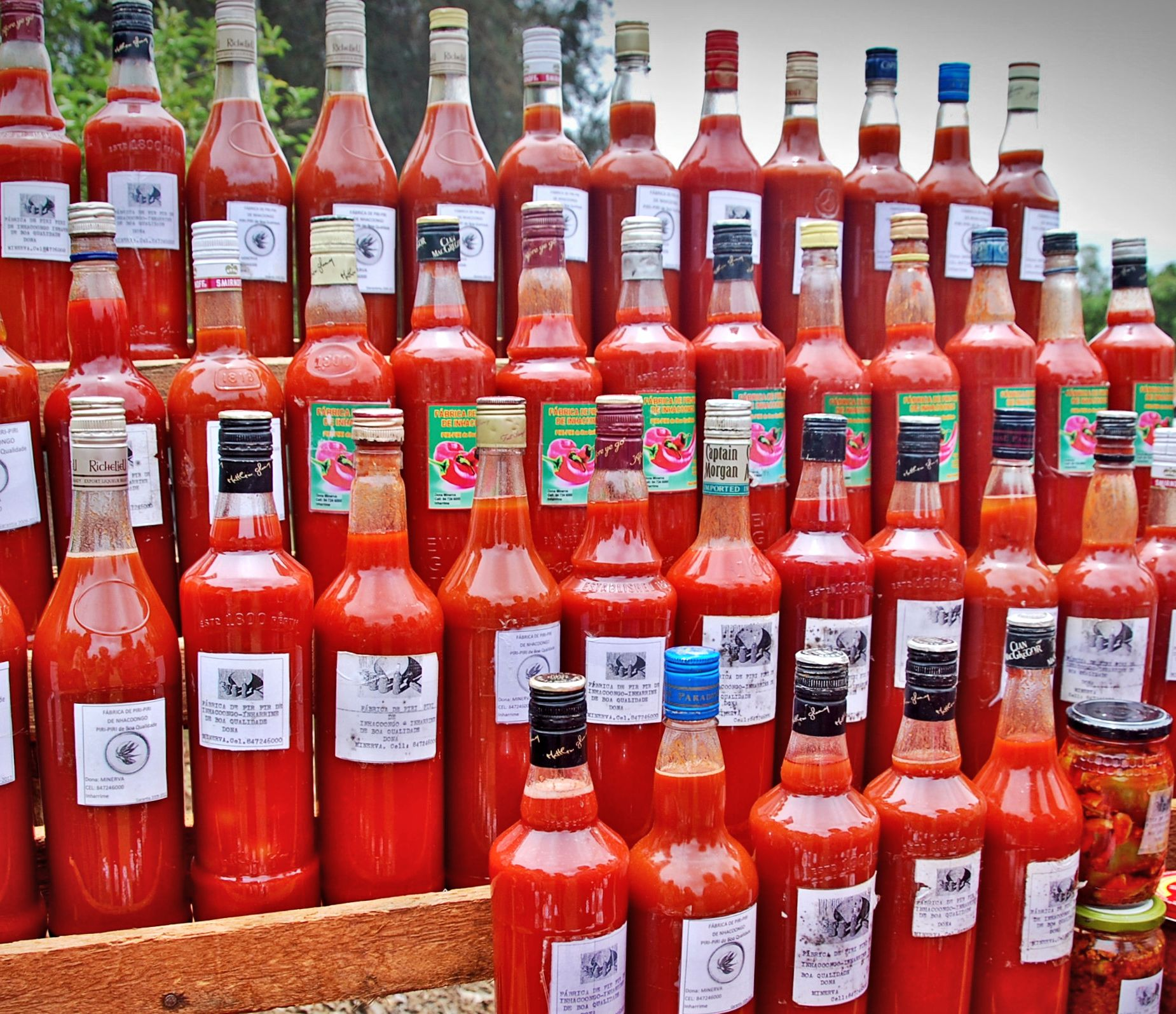
霹靂霹靂醬

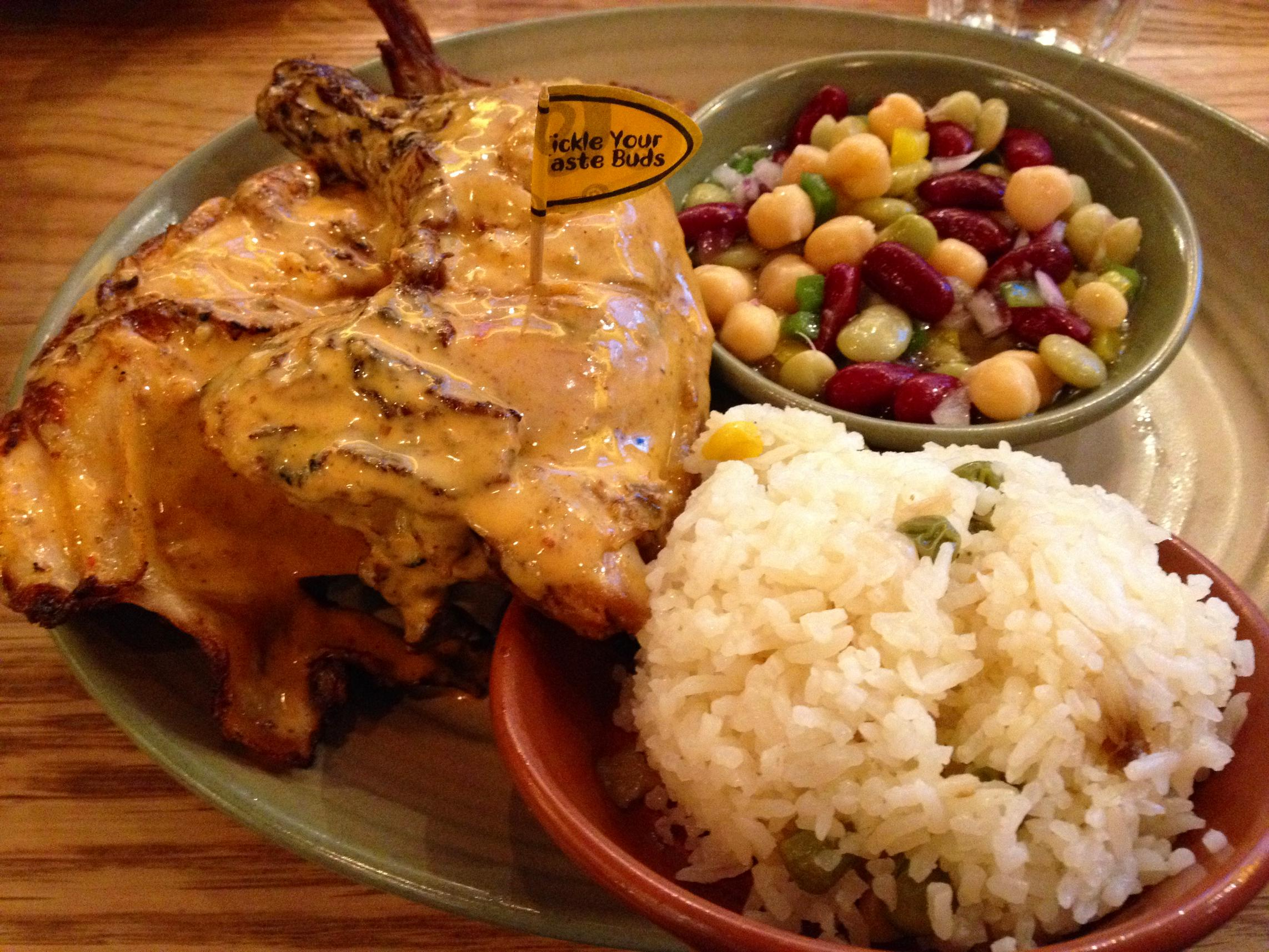
Nando's的火烤霹靂霹靂雞

霹靂霹靂醬由葡萄牙人發明，當時葡萄牙帝國在印度和亞洲各地的領土進行香料貿易，而霹靂霹靂醬是将霹靂椒、胡椒和其他香料混合而成。霹靂霹靂醬的發明地已不可考，僅知在葡萄牙帝國境內。
霹靂霹靂醬除在葡萄牙和非洲南部受欢迎 ，由于南非连锁餐厅Nando's的成功，霹靂霹靂醬也在英国出名。
醬汁的主要原料為霹靂椒和大蒜，以及以油脂或酸性物質為基底的原料。其他常见成分包括鹽、柠檬、威士忌等烈酒、柑橘皮、洋葱、胡椒、月桂叶、辣椒粉、罗勒、牛至和龙蒿等。各地區的醬汁原料不盡相同，也會因用途不同而有所差異。

## 外部連結
- 维基共享资源上的相關多媒體資源：霹靂椒